# سلسلة أدوات بناء دبيان
ملف:Debian-source-حزمة.png|left|frame|A typical]]
سلسلة ادوات بناء دبيان (بالإنجليزية: Debian build toolchain)‏ هي مجموعة من البرمجيات المساعدة التي تستخدم في إنشاء (حزم دبيان المصدرية. (.dsc) ) وحزم دبيان الثنائية (ملفات ديب) وتستخدم هذه البرمجيات في مشروع دبيان، وكذلك في التوزيعات المبنية على دبيان مثل أوبونتو.